# Dragan Žarković
Dragan Žarković (Sârbă chirilică: Дpaгaн Жapкoвић ; n. 16 aprilie 1988, Belgrad) este un fotbalist sârb, care evoluează pe postul de fundaș central, fiind, în prezent, liber de contract. De-a lungul carierei a evoluat la cluburi precum BSK Borča, ASA Târgu Mureș, Ermis Aradippou sau Nea Salamina.